# Joe Jee
Joseph William Jee (1883 – sau năm 1919) là một cầu thủ bóng đá người Anh thi đấu ở vị trí tiền đạo ở Football League cho Bolton Wanderers và Huddersfield Town và ở Southern League cho Brighton & Hove Albion.